# Unión de Reyes
Unión de Reyes – miasto na Kubie, w prowincji Matanzas, położone 30 km na południe od miasta Matanzas.
Miasto Unión de Reyes zostało założone w 1844 roku i liczy 29 705 mieszkańców (2008).